# Cairo (tỉnh)
Tỉnh Cairo (tiếng Ả Rập: ‏محافظة القاهرة Muḥāfaẓat al Qāhira) là một tỉnh đông dân nhất Ai Cập. Thủ phủ của tỉnh là thủ đô Cairo. Vì đã hoàn toàn đô thị hóa, tỉnh được coi như một thành phố trên thực tế và có chức năng như một đô thị tự trị.
Nhiều phần của tỉnh đã được tách ra vào năm 2008 để thành lập tỉnh Helwan.